# Giuseppe Scigliano (Schriftsteller)
Giuseppe Scigliano (* 27. Oktober 1951 in Cirò) ist ein italienisch-deutscher Lehrer, Maler, Schriftsteller und Engagierter im Bereich der Integration von Zugewanderten. Er ist Mitglied des Integrationsbeirats der niedersächsischen Landeshauptstadt Hannover und nahm mehrfach am nationalen Integrationsgipfel der Bundesregierung der Bundesrepublik Deutschland teil.

## Leben
Nach seinem Schulabschluss studierte der 1951 in Kalabrien geborene Giuseppe Scigliano in Rom an der Fakultät für Pädagogik der Sapienza – Università di Roma und schloss dort mit dem akademischen Grad Dottore in Pedagogia.
Der zum Lehrer ausgebildete Scigliano zog 1981 im Alter von rund 30 Jahren nach Linden in der niedersächsischen Hauptstadt Hannover und arbeitete seitdem zeitweilig Hannover sowie in Osnabrück wo er an der Johannisschule am Pilotprojekt „Europa-Klasse Deutsch-Italienisch in Osnabrück“ mitwirkte und in den Jahren von 2000 bis 2006 verschiedene Unterrichtsmaterialien „für das aktive Erlernen der italienischen Sprache“ entwickelte.
Ebenfalls seit den 1980er Jahren veröffentlichte Scigliano in deutscher und italienischer Sprache Lyrik, Lieder, Kurzgeschichten und Prosa. Zu seinen Arbeiten zählen mehrere Gedichtbände, Beiträge in Anthologie sowie für Bild- und Foto-Ausstellungen. Nach Lesungen und Ausstellungen in verschiedenen deutschen Städten errang er „zahlreiche Literaturpreise und Anerkennungen“.
Scigliano ist Mitglied des Verbandes Deutscher Schriftsteller (VS) Niedersachsen und des Osnabrücker Autoren-Progressivs PegasOs e.V., zudem Gründungsmitglied der Künstlergruppe ZET in Hannover.
In den 1990er Jahren wurde Scigliano zunächst zum – ehrenamtlich tätigen – Präsidenten des Co.As:Sc.It. Hannover, eines vom italienischen Außenministerium finanzierten Schulkomitees.
1999 bis 2004 nahm Scigliano die Aufgaben des Präsidenten des C.A.A.I., des Komitees zur Unterstützung italienischer Bürger in Niedersachsen, wahr.
Ebenfalls 2004 wurde Giuseppe Scigliano Präsident eines der vom italienischen Parlament für ihre jeweiligen Konsulatsbezirke gesetzlich vorgeschriebenen COM.IT.ES, einem regionalen und überparteilichen politischen Organ der Italiener im Ausland, hier des COM.IT.ES Hannover. In dieser Funktion initiierte Scigliano verschiedene Projekte, darunter gemeinsam mit der Stadt Hannover das Sportprojekt „Straßenmannschaft“.
Im selben Jahr 2004 übernahm Scigliano zudem die Aufgaben des Stellvertreters des INTERCOMES Germania, des nationalen, überparteilichen politischen Organs der Italiener im Ausland.
Zu den ehrenamtlichen Engagements Sciglianos zählte beispielsweise die Teilnahme am nationalen Integrationsgipfel der Bundesregierung der Bundesrepublik Deutschland. Zudem ist Scigliano seit 2007 Mitglied im lokalen Integrationsbeirat der Stadt Hannover. Hierzu äußerte er sich einmal wie folgt:

„Integration in Deutschland ist für mich vom ‚ich‘ und ‚du‘ zum ‚wir‘ zu kommen; teilzunehmen, ohne die eigene Identität abzulegen.“

2008 wurde Giuseppe Scigliano zum Mitglied des regionalen Beirats der Region Kalabrien berufen. Seine Geburtsstadt Ciro anerkannte seine Arbeiten wie sein soziales Engagement durch einen stadteigenen Preis.
Im Jahr 2010 verlieh der italienische Staatspräsident Giorgio Napolitano den Titel eines Cavaliere an Scigliano.
In Würdigung des Engagements für die Integration von Zugewanderten verlieh der deutsche Bundespräsident Joachim Gauck den Verdienstorden der Bundesrepublik Deutschland im Juli 2014 in Berlin an die drei Hannoveraner Hülya Feise, Sahabeddin Buz und Giuseppe Scigliano.
2017 wurde Giuseppe Scigliano als Dozent für italienische Sprache beim Bildungsverein Soziales Lernen und Kommunikation tätig.
Scigliano ist zudem Präsident des in Hannover-Badenstedt ansässigen italienischen Fußballvereins U.S. Figli d'Italia Hannover 09 .